# Storena multiguttata
Storena multiguttata är en spindelart som beskrevs av Simon 1893. Storena multiguttata ingår i släktet Storena, och familjen Zodariidae.
Artens utbredningsområde är Filippinerna. Inga underarter finns listade.